# Gobio huanghensis
Gobio huanghensis är en fiskart som beskrevs av Luo, Le och Chen, 1977. Gobio huanghensis ingår i släktet Gobio och familjen karpfiskar. Inga underarter finns listade i Catalogue of Life.